# Marcel Golay (astronome)
Pour les articles homonymes, voir Marcel Golay et Golay.
Marcel Golay, né le 6 septembre 1927 et mort le 9 avril 2015, est un astronome suisse, professeur d'astronomie à l'université de Genève (Suisse), huitième directeur de l'observatoire de l'Université de Genève de 1956 à 1992. De 1992 à sa mort, il est professeur honoraire. 

## Biographie
Marcel Golay naît le 6 septembre 1927 à Genève. Il est le fils d'Ernest Golay, employé postal, et de Françoise Carrier.
Il étudie à l'École polytechnique supérieure et à l'Université de Genève, où il obtient une licence en mathématiques (1951) puis un doctorat ès sciences (1954).
Il devient privat-docent (1955) puis professeur ordinaire d'astronomie et d'astrophysique à l'Université de Genève et directeur de l'Observatoire de Genève (1956), deux fonctions qu'il exercera jusqu'à sa retraite (1992).
C'est sous sa direction que l'observatoire de Genève, devenu en 1973 l'observatoire de l'Université de Genève, s'est agrandi et modernisé, notamment en déménageant du centre de la ville vers Sauverny, dans la commune de Versoix en 1966. Sur le plan scientifique, on lui doit en particulier l'établissement d'un système photométrique en 7 couleurs, appelé le système photométrique de Genève.
Vice-doyen de la faculté des sciences de l'université de Genève (1983-1989).
Président de la Commission de recherche spatiale (1960-1967), membre de la Commission fédérale des affaires spatiales (1964), il est le signataire pour la Suisse des accords créant le Conseil européen de recherches spatiales qui devient, en 1975, l'Agence spatiale européenne. Chef de la délégation suisse auprès de ESRO puis ESA (1960-1972), membre du Conseil d'ESO (European Southern Observatory)
De 1961 à 1972, il est le rédacteur en chef de la revue L'Homme et l'espace qui devient, en 1964, Sciences et industries spatiales.
Membre correspondant du Bureau des Longitudes (1966), membre fondateur de l'organisation La Science appelle les jeunes en 1966, membres des comités de direction du Laboratoire d'astronomie spatiale et de l'Observatoire de Marseille, Président des commissions Amas stellaires et associations, Photométrie et polarimétrie et Classification spectrale de l'Union astronomique internationale, président du Conseil scientifique du Centre de Données Stellaires, membre du Conseil de fondation de la Hochalpine Forschungsstationen Jungfraujoch und Gornergrat, membre étranger de l'académie française des sciences et de l'Académie royale de Belgique. 
Suscite et organise le transfert de l'Observatoire de Genève à Sauverny (1966), avec des extensions en 1977 (annexe), 1986 (aile GE-VD) et 1992 (hall-coupole). Sous son impulsion, la Suisse devient membre de l'ESA (European Space Agency) en 1960 et de ESO (European Southern Observatory) en 1982, des coupoles astronomiques genevoises sont installées au Jungfraujoch en 1960, à l'Observatoire de Haute-Provence en 1964 et à ESO-La Silla au Chili en 1975. 
Nombreux travaux scientifiques en astrophysique. Auteur du livre Introduction to astronomical photometry  (1974, édition Reidel, Dordrecht).
Marcel Golay meurt accidentellement le 9 avril 2015 dans sa 88e année.

## Distinctions et hommages
- Lauréat du prix de la Ville de Genève (1987)
- Lauréat du prix Jules-Janssen (1986)
- Membre de l’Académie française des sciences (1989)
- Membre de l’Académie royale de Belgique (1990)
- Docteur honoris causa de l'université de Bâle (1991)
- Médaille de l'université de Genève (1999)
- (3329) Golay (1985 RT), un astéroïde de la ceinture principale découvert en 1985 par Paul Wild à l'observatoire Zimmerwald, porte son nom[4].